# Annja Krautgasser

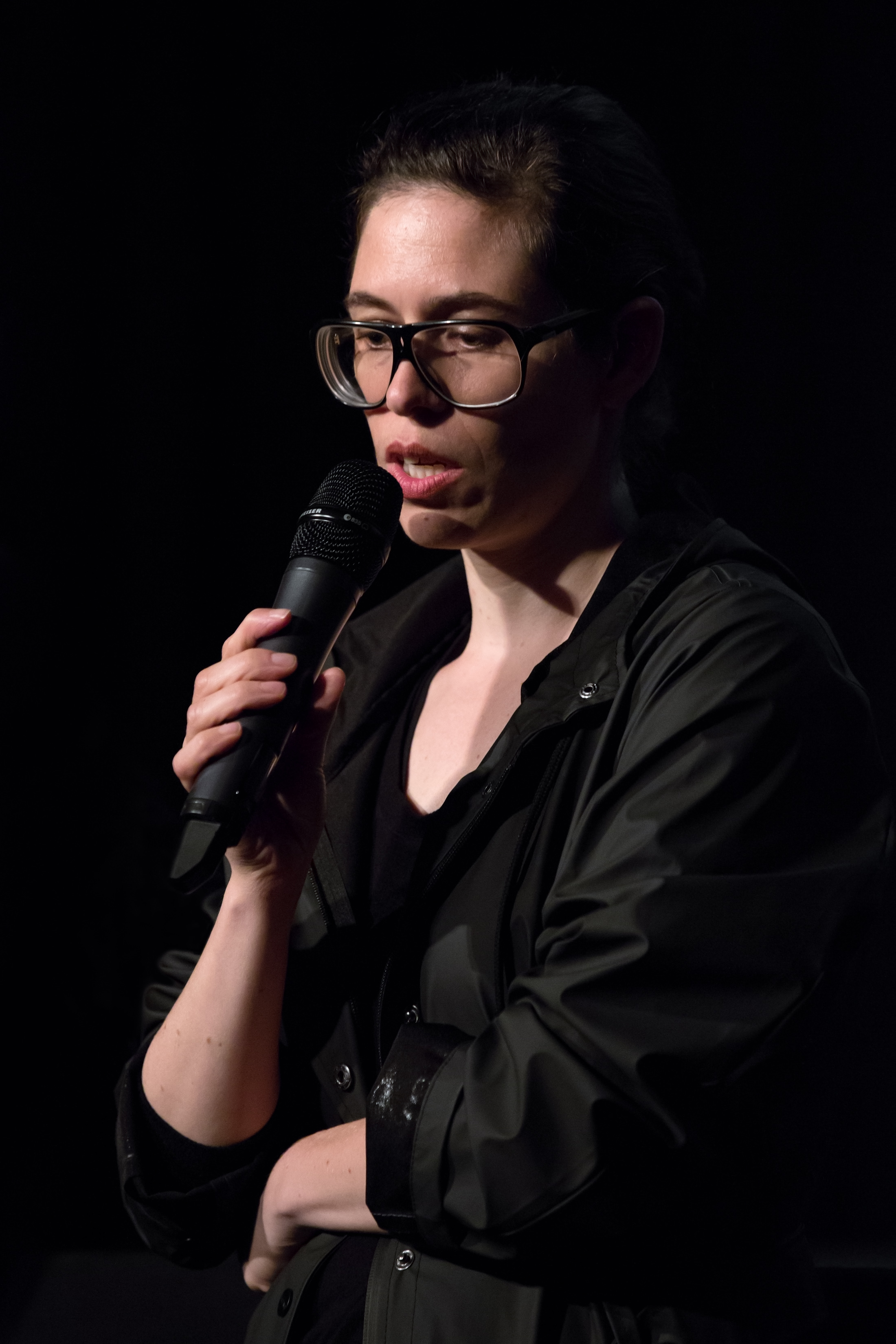
Annja Krautgasser bei VIS 2015

Annja Krautgasser (* 1971 in Hall in Tirol) ist eine österreichische Multimediakünstlerin. Ihre künstlerischen Arbeiten sind geprägt von der Verbindung von Video, Film, Tanz und Körper sowie sozialer Intervention. Zahlreiche Kunst- und Videoinstallationen im In- und Ausland. 

## Leben
Von 1990 bis 1998 studierte sie Architektur an der Universität Innsbruck und Wien. 1996 bis 2002 folgte das Studium der Visuellen Mediengestaltung/Neue Medien an der Universität für angewandte Kunst in Wien bei Peter Weibel. 2000 gründete sie das Studio Vidok und das Label Ianolin. 2002 und 2003 folgten Lehraufträge der Universität für künstlerische und industrielle Gestaltung Linz (Ordinariat Architektur) und der TU Graz (Institut für künstlerische Gestaltung). Die Arbeiten der Künstlerin wurden mit zahlreichen nationalen und internationalen Preisen ausgezeichnet, unter anderem mit dem Paul Flora Preis 2017. Annja Krautgasser lebt und arbeitet in Wien.

## Ausstellungen (Auswahl)

### Einzelausstellungen
- 2015: Schauraum der Angewandten, MuseumsQuartier: miniature, A-Wien[3]
- 2013: k48 – Offensive für zeitgenössische Wahrnehmung: Zandvoort, A-Wien
- 2011: Tiroler Landesmuseum: I can’t stand the quiet!, A-Innsbruck
- 2010: Hafen2/interim.projekte: Prelude, D-Offenbach am Main
- 2009: 
  - Asymmetrical Focus, A-Krems 
  - Institut Municipal d’Acció Cultural: Mirar endins. Interiors / Looking inside. Interiors, ES-Mataró
  - Berlin Carré am Alexanderplatz: fake or feint, D-Berlin
  - P/////AKT, Passing the Past, NL-Amsterdam
- 2005: E:VENT: Closeness, London
- 2003: Offenes Kulturhaus Oberösterreich: OK Spektral 2: IP-III, Linz

### Gruppenausstellungen
- 2015: Alte Post, Dominikanerbastei: Parallel Vienna 2015, A-Wien
- 2014: Arsenals Exhibition Hall of Latvian National Arts Museum: Fields, LV-Riga
- 2013: Galerie 5020: Schritt für Schritt | erproben-einüben-auftreten-wiederholen, A-Salzburg
- 2012:
  - Kunsthaus Graz medien.kunst.sammeln | Perspektiven einer Sammlung, A-Graz
  - Viewmaster Foundation: Paraphrasing Babel, NL-Maastricht/Heerlen
- 2010: 
  - Künstlerhaus Wien: Mind and Matter, Paraflow, A-Wien 
  - Kunstraum Kreuzberg/Bethanien: Locate Me, D-Berlin 
  - Kadir Has Üniversitesi Rezan Has Müzesi: In Between. Austria Contemporary, Istanbul
- 2009: 
  - Complesso Monumentale di San Michele a Ripa Grande: Cella, I-Rom 
  - Secession: CINEPLEX, Secession, A-Vienna
  - W139: Le Madison, NL-Amsterdam, 1. Juli 2009
  - Netherland Institut for Media Art - Montevideo: Fluid Architectures, NL-Amsterdam
  - Berlin Carré: fake or feint: Szenario 4, D-Berlin
  - HDA im Palais Thinnfeld: Bewegende Räume, Ausstellungs-Kooperation von Diagonale + Haus der Architektur Graz, A-Graz
- 2008: 
  - Slought Foundation; Another Tomorrow: Young video art from the collection of the Neue Galerie Graz, PA-Philadelphia 
  - Genia Schreiber University Art Gallery: In Between, Austria Contemporary, Tel Aviv, Israel
  - Art Workshop & exhibition: Dating, Casino Luxembourg - Forum d’Art Contemporain, LU-Luxembourg
  - HMKV: Waves - the Art of the Electromagnetic Society, PHOENIX Halle, D-Dortmund
  - Festivals DIGITAL MEDIA 1.0: Abstracts of Syn, Universitat de València La Nau, ES-Valencia
- 2007: 
  - Nest/DCR: A Matter of Facts, The Hague DCR, NL-Den Haag
  - ZKM: art_clips, ZKM-Medienkunst-Museum, D-Karlsruhe
- 2006: 
  - Curtas Vila do Conde: Unseen Cinema, Galeria Solar, PT-Vila do Conde
  - Maatschappij Arti et Amicitiae: AUSTRIANABSTRACTS, NL-Amsterdam
  - ArtNetLab/12th International Festival of Computer Arts: The Postmedia Condition, Mestna Galerie, SL-Ljubljana
  - MediLab Madrid/Arco: Conditiòn Postmedia, Centro Cultural Conde Duque, ES-Madrid
  - Mak Center LA: Friday the 13th, Mackey Apartments, USA-Los Angeles
- 2004: 
  - Mi2: Runtime Art: Software, Art, Aesthetics, Galerie VN, HR-Zagreb
  - RLB Arts: Kunstpreis, RLB Art Bridge, A-Innsbruck
- 2003: 
  - Krowoderska 52: Krakau Projekt, PL-Krakau
  - Montreal Festival of New Cinema and New Media FCMM/Langlois: FCMM, CAN-Montreal
  - ZKM: The Chrono Files - from time based art to database, Lothringerhalle 13, D-München
- 2002: VIPER Internationales Festival für Film Video und neue Medien: public | private, CH-Basel
- 2001: 
  - Künstlerhaus Vienna: Sound Files, A-Vienna
  - Kunsthalle Vienna: Lebt und arbeite in Vienna (Filmprogramm), A-Vienna
- 2000: Centro Cultural Banco do Brasil: mycity, BRA-Sao Paulo
- 1999: Künstlerhaus Vienna: Zeichenbau, A-Vienna

### Stipendien und Preise
- 2017: Paul-Flora-Preis
- 2013: BMUKK Auslandsstipendium Krumau
- 2012: Preis der Stadt Innsbruck für künstlerisches Schaffen
- 2011: Hilde Goldschmidt Preis 2011
- 2010: RLB Kunstpreis 2010
- 2008: AIR program: Agentur:, Amsterdam (NL)
- Federal Chancellery’s picture lending library acquisition of art
- 2007: AIR program: The Hague (NL), DCR
- 2006: AIR program: Paliano (I), Country of Tyrol
- 2005: MAK Schindler AIR program in Los Angeles

### Bibliografie
- 2013 Galerie im Traklhaus (ed.), PARTIZIPATION und REZEPTION, Galerie im Traklhaus, Salzburg und Künstlerhaus Palais Thurn und Taxis, Bregenz

Hortense Pisano (ed.), Sounds and Scapes, Frankfurt am Main
- 2011 Wolfgang Meighörner, Tiroler Landesmuseen-Betriebsgesellschaft m.b.H.(ed.), I can’t stand the quiet!, Tiroler Landesmuseen-Betriebsgesellschaft mbH
- 2010 
  - Annja Krautgasser (ed.), Verzeichnis, Verlag Schlebrügge, Wien
  - Künstlerische Leiterin Silvia Höller (ed.), RLB Arts, Kunstpreis 2010, Innsbruck
  - Christiane Krejs (ed.), Übersetzung ist eine Form. | Translation is a mode., Wien
- 2009: 
  - Martin Beck, Adrian Bremenkamp und Joerg Franzbecker zusammen mit Arsenal - Institut für Film und Videokunst (ed.), fake or feint, Berlin Secession (ed.), Cineplex, Experimentalfilme aus Österreich, Secession, Wien
  - Ajuntament de Materó, Institut Municipal d’Acció Culturale, mirrar endins interior 2008/2009, Temporada 2008–2009, Mataró
- 2008: 
  - Bundesministerium für Unterricht, Kunst und Kultur (ed.), In Between. Austria Contemporary., BMUKK, Wien
  - Gesellschaft bildender Künstler Österreichs Künstlerhaus (ed.), zeitraumzeit, Folio Verlag, Wien
  - Zentrum für Kunst und Wissenstransfer, Beatrix Sunkovsky (ed.), Stelle, Siedelung, Lager, Edition Selene, Wien
- 2007: 
  - Sandro Droschl, Kunstverein Medienturm (ed.), CrossMedia, Folio Verlag
  - Stefan Bidner, Kunstraum Innsbruck (ed.), Ca. 1000m2 Tiroler Kunst, Skarabaeus Verlag
  - Sandro Droschl, Kunstverein Medienturm (ed.), Abstracts of Syn, Folio Verlag
- 2006: 
  - RLB Arts, artistic director Silvia Höller (ed.), Kunstpreis 2006, Innsbruck
  - Centro Cultural Conde Duque (ed.), Condisiòn Postmedia, Centro Cultural Conde Duque, Madrid
  - Stefan Bidner, Kunstraum Innsbruck (ed.), Der Soziografische Blick, book shop Walter König
- 2005: Elisabeth Fiedler, Christa Steinle, Peter Weibel (ed.), Postmediale Kondition, Neue Galerie am Landesm. Joanneum Graz MIT Press (ed.), Margit Rosen: The Chronofile Society, MIT Press
- 2004: 
  - RLB Arts, artistic director Silvia Höller (ed.), Kunstpreis 2004, Innsbruck
  - O.K Centrum für Gegenwartskunst Oberösterreich (ed.), O.K spektral Broschüre: IP-III,
  - Künstlerhaus Wien, Norbert Pfaffenbichler, Sandro Droschl (ed.), Abstraction Now, Verlag Edition Camera Austria
- 2003: 
  - Margit Rosen, Christian Schoen (ed.), THE CHRONO FILES - FROM TIME BASED ART TO DATABASE, Revolver Verlag
  - Silvia Eiblmayr, Galerie im Taxispalais (ed.), Variable Stücke, Triton Verlag, Vienna
- 2002: 
  - Sigismond de Vajay (ed.), Toit du Monde, Lars Müller Publishers, Baden (CH) 
  - Robert Klanten, Hendrik Hellige, Michael Mischler (ed.), anime 72 dpi, Die Gestalten Verlag, Berlin
- 2000: 
  - Centro Cultural Banco do Brasil (ed.), www.mycity.com.br, Centro Cultural Banco do Brasil, Sao Paulo
  - Robert Klanten, Hendrik Hellige, Michael Mischler (ed.), 72 dpi, Die Gestalten Verlag, Berlin 2000
- 1999: Künstlerhaus Wien (ed.), Zeichenbau, Künstlerhaus Wien 1999